# Classic Haribo 1997
La Classic Haribo 1997, quarta edizione della corsa, si disputò il 23 febbraio 1997 su un percorso di 205,7 km tra Uzès e Marsiglia. Fu vinta dal francese Frédéric Guesdon, che terminò in 4h58'47".

## Ordine d'arrivo (Top 10)
| Pos. | Corridore          | Squadra        | Tempo    |
| ---- | ------------------ | -------------- | -------- |
| 1    | Frédéric Guesdon   | Fr. des Jeux   | 4h58'47" |
| 2    | Jaan Kirsipuu      | Casino         | a 13"    |
| 3    | Simone Zucchi      | Amore & Vita   | s.t.     |
| 4    | Fabrizio Guidi     | Scrigno-Gaerne | s.t.     |
| 5    | Frédéric Moncassin | Gan            | s.t.     |
| 6    | Christophe Capelle | Cofidis        | s.t.     |
| 7    | Stéphane Barthe    | Casino         | s.t.     |
| 8    | Andrej Čmil        | Lotto-Mobistar | s.t.     |
| 9    | Emmanuel Magnien   | Festina        | s.t.     |
| 10   | Enrico Cassani     | Team Polti     | s.t.     |